# Meurtres à Rouen
Pour plus de détails, voir Fiche technique et Distribution.
Meurtres à l'Abbaye de Rouen (ou Meurtres à Rouen) est un téléfilm français réalisé par Christian Bonnet et diffusé en 2014.

## Fiche technique
- Titre original : Meurtre à l'Abbaye de Rouen
- Titre alternatif : Meurtre à Rouen
- Réalisation : Christian Bonnet
- Scénario : Frédéric Petitjean
- Photographie : Yves Dahan
- Musique : Nicolas Jorelle
- Décors : Marc Thiebault
- Production : Jean-Marc Auclair
- Sociétés de production : Alauda Films, France Télévisions
- Pays d'origine :  France
- Langue originale : français
- Durée : 1h30
- Genre : policier
- Dates de diffusion :
  - Belgique : 13 avril 2014 sur la RTBF [1]
  - France : 24 mai 2014 sur France 3

## Audience
- France : 3,7 millions de téléspectateurs[2](première diffusion) (16.9 % de part d'audience)

## Distribution
- Frédéric Diefenthal : Didier Mège
- Isabel Otero : Éva Chêne
- Natalia Dontcheva : Jeanne
- Saïda Jawad : Leïla
- François Levantal : François
- Mathilde Lebrequier : Marianne
- Pierre Vernier : Dominique Mège
- Éric Naggar : le prêtre
- Philippe Duquesne : Ludovic
- Damien Bonnard : Gabriel, le délinquant
- Leslie Marquis : Sylvie Henriot, la copine de Gabriel
- François Guetary : Yves Kinosky, le maître verrier